# سيلفانو بيترا (بافيا)
سيلفانو بيترا (بالإيطالية: Silvano Pietra)‏ هي بلدة تقع في مقاطعة بافيا بإقليم لومبارديا في شمال إيطاليا. تبلغ مساحة هذه المدينة 13.8 (كم²)، وترتفع عن سطح البحر م، بلغ عدد سكانها 723 نسمة في عام 2004 حسب إحصاء المعهد الوطني للإحصاء.

## السكان
في سنة 1861 بلغ عدد السكان 1٬085 نسمة، وتطور العدد ليصل في سنة 2011 لـ 680 نسمة.
يظهر هذا المخطط البياني تطور النمو السكاني لـ سيلفانو بيترا (بافيا)